# Nicolò Bongiorno
Nicolò Bongiorno (Milano, 4 aprile 1976) è un regista, sceneggiatore e produttore cinematografico italiano.

## Biografia
Figlio del popolare conduttore televisivo Mike Bongiorno e di sua moglie Daniela Zuccoli, ha un fratello maggiore, Michele Pietro Filippo (1972), e uno minore, Leonardo (1989). Fin da giovane, seguendo l'attività professionale del padre ed esibendosi come attore dilettante all'interno di contesti scolastici in giro per l'Europa, matura una vera e propria passione per il mondo dello spettacolo. Il suo debutto alla regia avviene nel 1994, a diciotto anni, e lo vede produrre e dirigere lo spettacolo teatrale Godot's Bop, libero adattamento dell'opera di Samuel Beckett, Aspettando Godot, che viene presentato al Teatro Arsenale di Milano e al Fringe Festival di Edimburgo.
Nello stesso anno consegue l'International Baccalaureate presso l'International School of Milan e inizia una serie di numerose esperienze formative nel campo televisivo e cinematografico. Ha inoltre l'opportunità di fare una delle sue prime esperienze oltreoceano quando viene inviato come delegato di produzione a Buenos Aires a seguire la telenovela argentina Con alma de tango. Nel 1994 è assistente alla produzione nel film Mighty Aphrodite di Woody Allen.
Nel 1995 è assistente alla regia per il film pubblicitario Ariston di Wim Wenders e poi primo assistente alla regia del film La sindrome di Stendhal di Dario Argento. Si trasferisce negli Stati Uniti, dove intraprende gli studi di cinema presso la New York University e la New School University di New York.
Nel 1996, su iniziativa dei suoi genitori e insieme al fratello maggiore, fonda la casa di produzione di famiglia Bongiorno Productions e al tempo stesso lavora alla direzione della fotografia del film/documentario Memoria di Ruggero Gabbai in seguito presentato al Festival Internazionale del Cinema di Berlino. La collaborazione con Gabbai si sviluppa inoltre nei film Cici Daci Dom e Febbre rossa per i quali Bongiorno lavora come assistente alla regia e direttore della fotografia. Queste occasioni, unite alle varie esperienze di produzione, di fotografia e di montaggio e anche con produzioni esterne, come quella con il Cinemovel in Mozambico Mozambico dove va il cinema, danno ufficialmente il via alla sua carriera da regista.
Tra il 1997 e il 1998 esordisce alla regia cinematografica dirigendo per la Bongiorno Productions in coproduzione con la Alto Verbano il cortometraggio Windows. Dello stesso periodo sono il documentario Risvegli ed il film Viaggio verso casa (1998) dedicato a Giulietta Masina, sua madrina di battesimo. Un percorso alla ricerca dei luoghi della memoria che vede Tonino Guerra che accompagna Bongiorno in un lungo viaggio per l'Italia.
Nel 2000, durante il periodo accademico newyorkese, è autore e regista del documentario Sidewalk, girato a New York. Sempre del 2000 è inoltre la sua partecipazione alla produzione del programma statunitense Gordon's Doorknock Dinners per il Food Network.
In ambito televisivo negli anni seguenti vanno in onda i film tv Gli occhi dell'amore (2001), diretto da Giulio Base, di cui Bongiorno è produttore e Rocco (2003) di cui invece cura la regia. Nel 2003 dirige il documentario Esodo che verrà trasmesso alla Camera dei deputati in occasione della prima giornata della Memoria Nazionale in ricordo degli esuli giuliano dalmati. In quello stesso anno si dedica inoltre ad un progetto di video-arte, per il quale è autore e regista, intitolato Era la mia casa che viene realizzato per la mostra "Milano-Auschwitz 30.01.1944, convoglio RSHA" a Palazzo della Ragione a Milano e che ha per protagonista la senatrice Liliana Segre.
Nel 2004, forte dell'esperienza maturata dentro la Bongiorno Productions, fonda la casa di produzione Buendia Film. Cura l'autobiografia del padre, La versione di Mike, scritta insieme a lui ed edita da Mondadori nel 2007. Nello stesso anno è autore e regista di Rol - Un mondo dietro al mondo, un docu-film sulla vita di Gustavo Adolfo Rol.
Nello stesso anno Bongiorno è autore e regista del documentario Nuova Povertà, un lavoro la cui realizzazione lo porta ad intraprendere lunghi viaggi anche fuori dall'Europa, negli Stati Uniti, in Islanda e in Bhutan, paesi nei quali conduce ricerche volte a cogliere il rapporto tra Felicità interna lorda e Prodotto interno lordo. Per la Good Day Films, casa di produzione del fratello Michele, dirige il film documentario Piazza San Marco, Venezia e compare come attore nel documentario Le Sorelle Diabolike per la regia di Andrea Bettinetti.
Nel 2010, ad un anno dalla scomparsa del padre, insieme alla famiglia dà vita alla Fondazione Mike Bongiorno, ente senza fini di lucro impegnato nei campi dell'assistenza sociale, dell'educazione e dello sviluppo tecnologico di cui Nicolò assume inizialmente la direzione ed in seguito la presidenza. Nel 2011, in quanto voce e volto della fondazione presenta il programma televisivo Buon lavoro!, trasmissione a sfondo sociale ideata dalla Fondazione Mike Bongiorno e realizzata dalla Bongiorno Productions per Sky Uno.
Nel 2014 inizia le riprese del film Cervino - La montagna del mondo che uscirà nel 2015. Il film, proiettato al Cervino Cinemountain, ottiene il premio del pubblico e un anno dopo vince ad altri due festival cinematografici sui film di montagna.
Nel 2016 dà il via alle riprese di un nuovo docu-film, I Leoni di Lissa, seconda parte della trilogia 3 Human Adventures improntata sulle esplorazioni umane e di cui Cervino – La montagna del mondo rappresentava il primo capitolo. Il documentario viene presentato al pubblico nel 2019 e viene premiato al Firenze Archeofilm.
Nel 2017 inizia a lavorare a Songs of the Water Spirits, un documentario sugli effetti della globalizzazione e del cambiamento climatico sui territori del Ladakh e sulle risposte ecologiche e culturali ad opera degli stessi abitanti ladakhi. Il film vede la luce nel 2020 e da quel momento si aggiudica riconoscimenti in diversi festival.

## Stile
Adopera uno stile che, partendo da una dimensione introspettiva, spazia dall'antropologia e dalla storia fino allo sviluppo sostenibile. Un altro elemento ricorrente all'interno delle sue produzioni è inoltre l'interesse di Bongiorno per i temi di frontiera legati all'esplorazione geografica e alle scoperte scientifiche che indagano il rapporto che connette l'uomo con l'ignoto.

## Filmografia

### Regista e sceneggiatore

#### Cinema
- Windows - cortometraggio (1998)
- Cervino - La montagna del mondo - documentario (2015)
- I Leoni di Lissa - documentario (2019)
- Songs of the Water Spirits - documentario (2020)

#### Televisione
- Risvegli - documentario (1998)
- Viaggio verso casa - documentario (1998)
- Sidewalk - documentario (2000)
- The King - talent show (2004)
- Rocco - film TV (2004)
- Esodo - documentario (2005)
- Rol - Un mondo dietro al mondo - documentario (2007)
- Piazza San Marco, Venezia - documentario (2010)
- Amazon: Made in Italy - cortometraggio documentario (2015)
- Le Tour du Rutor - cortometraggio documentario (2018)

#### Video-arte
- Era la mia casa - (2005)

### Produttore

#### Cinema
- Cervino - La montagna del mondo - documentario (2015)
- Le Tour du Rutor - cortometraggio documentario (2018)
- I Leoni di Lissa - documentario (2019)
- Songs of the Water Spirits - documentario (2020)

#### Televisione
- Sidewalk - documentario (2000)
- Gli occhi dell'amore, regia di Giulio Base - film TV (2001)
- The King  - talent show (2004)
- Rol - Un mondo dietro al mondo - documentario (2007)
- Allegria Day - documentario (2010)
- Buon lavoro! - serie TV (2011)
- Amazon: Made in Italy - cortometraggio documentario (2015)
- Allegria Day - 5 anni dopo - documentario (2015)

#### Video-arte
- Era la mia casa - (2005)

### Attore
- Le sorelle diabolike, regia di Andrea Bettinetti - documentario (2008)
- Cervino - La montagna del mondo - documentario (2015)
- I Leoni di Lissa - documentario (2019)

### Conduttore
- Buon Lavoro! - serie TV (2011)

## Teatro
- Godot's bop (1994)

## Libri
- La versione di Mike, con Mike Bongiorno, Milano, Mondadori, 2007. ISBN 978-88-04-57247-3
- Tutta colpa di Mike, con Edmondo Conti, Giuliano Ladolfi Editore, 2013. ISBN 978-88-6644-120-5